# Runnemede, New Jersey
Runnemede är ett borough i den amerikanska delstaten New Jersey, beläget i Camden County.

## Demografi
År 2000 uppskattade United States Census Bureau att Runnemede hade 8 533 invånare. År 2006 hade antalet invånare minskat till 8 461 personer, en minskning av 72 personer (-0,8%). Vid 2010 års folkräkning hade Runnemede 8 468 invånare.

## Geografi
Total area för Runnemede är ca 5,5 km2, varav 5,4 km2 är land och 0,1 km2 är vatten. Runnemede ligger ca 25 m över havsytan.

## Kända personer
Personer födda, bosatta, eller med koppling till Runnemede:
- Brigid Callahan Harrison (född 1965), Professor i Statsvetenskap vid Montclair State University.[6]

- Michael Iaconelli (född 1972), sportfiskare som fick utmärkelsen "Bassmaster Angler of the Year" 2006.[7]

- Jack O'Halloran (född 1943), tungviktsboxare och skådespelare, som medverkat i King Kong, Superman – The Movie och Superman II – Äventyret fortsätter.[8]

- Tim Tetrick (född 1981), travkusk som vunnit 2012 års upplaga av Hambletonian Stakes.[9]